# St. Laurentius (Großenwiehe)

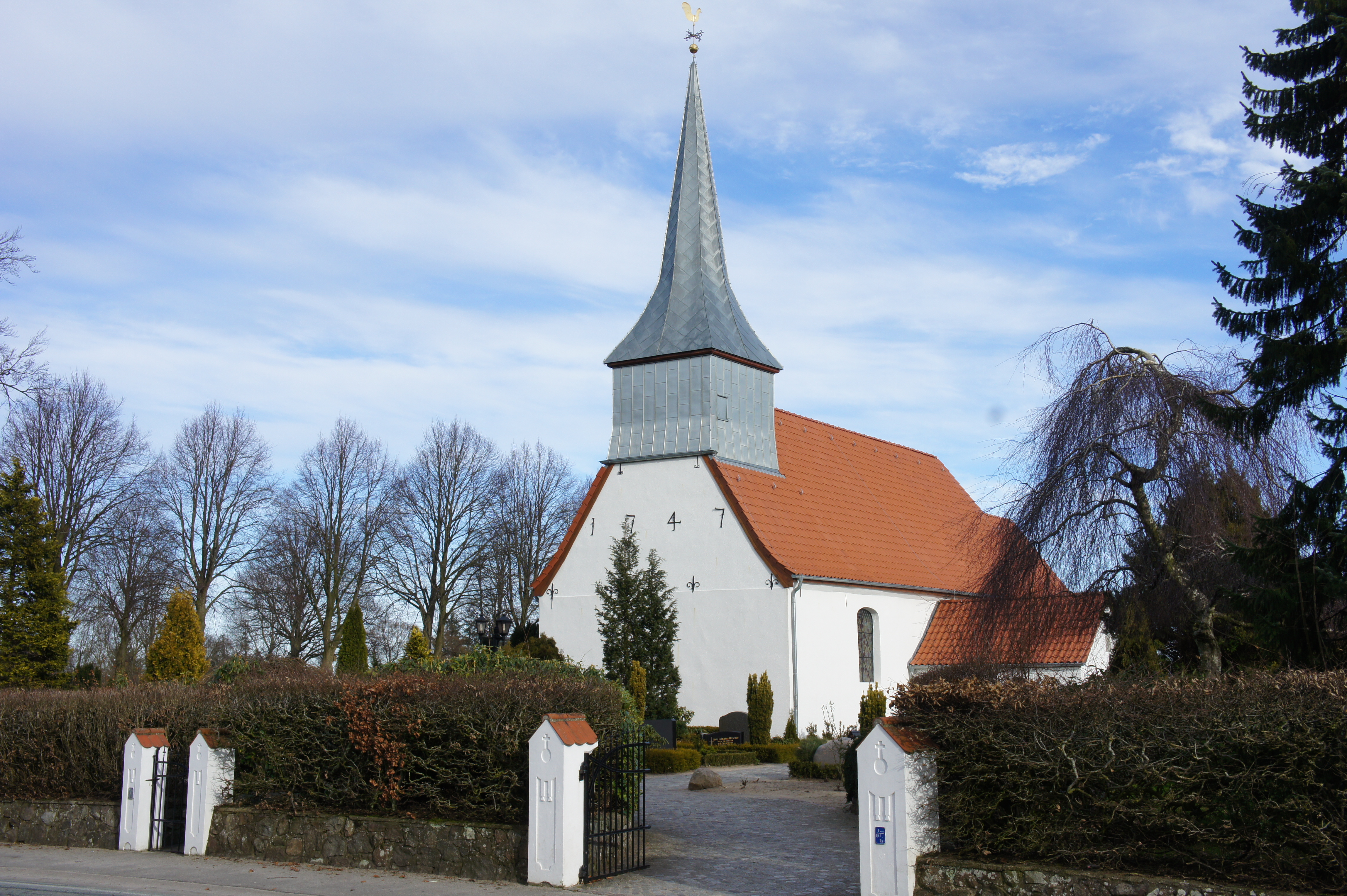
Kirche St. Laurentius

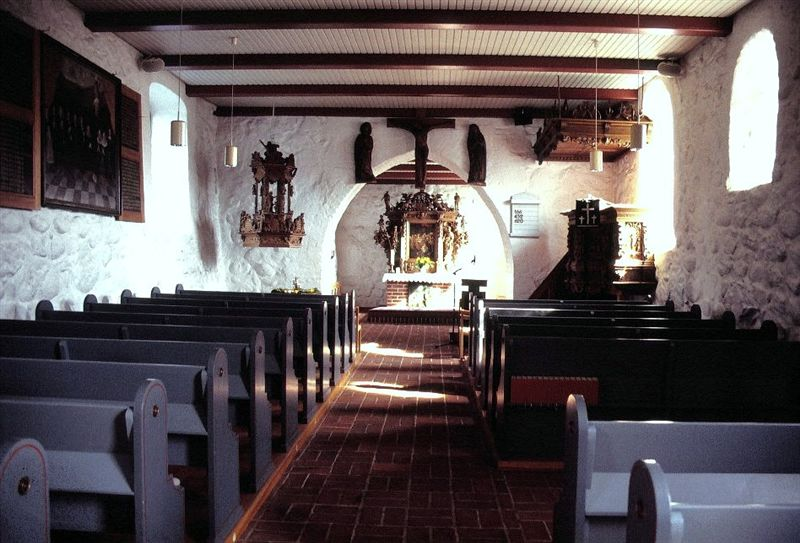
Innenraum der Kirche

St. Laurentius (dänisch: Store Vi Kirke) ist eine evangelisch-lutherische Kirche der Gemeinde Großenwiehe im Kreis Schleswig-Flensburg. Sie gehört der Kirchengemeinde Großenwiehe im Kirchenkreis Schleswig-Flensburg der Kirche in Norddeutschland.

## Geschichte
Die Feldsteinkirche St. Laurentius wurde vermutlich zwischen 1170 und 1190 errichtet. Im Jahr 1747 wurden der südliche Vorraum und der Kirchturm der Kirche hinzugefügt. Daran erinnert die Jahreszahl der Maueranker an der Westwand. Gleichzeitig wurde das Kirchenschiff um acht Meter verlängert. Ursprünglich besaß die Kirche zwei Türen, von denen das Nordportal heute zugemauert ist. Die zugemauerte Tür diente zeitweise als „Totentür“ und zeitweise auch als „Frauentür“, denn früher war es üblich, dass Männer und Frauen getrennt die Kirche betraten und getrennt in der Kirche Platz nahmen.
Die Laurentiuskirche wurde in den 1950er Jahren und in den 1980er Jahren renoviert und in Teilen neu gestaltet und eingerichtet. Bei der Renovierung 1959 wurden die bisherige, im neugotischen Stil bemalte Plankendecke, das alte Gestühl, die Empore und die fast kreisförmige Kommunionbank vor dem Altar entfernt.
Die Kirche wurde aus geschichtlichen, künstlerischen, städtebaulichen Gründen und als prägende Kulturlandschaft unter Denkmalschutz gestellt. Zudem wurden die Kirchenausstattung sowie der Kirchhof mit den Grabmalen bis 1870 unter Denkmalschutz gestellt.

## Bau und Ausstattung
Die St.-Laurentius-Kirche besteht einem rechteckigen Kirchenschiff und einem kleinen, eingezogenen Kastenchor, beide mit flacher Bretterdecke.
Im Inneren der Kirche ist viel von der alten Kirchenausstattung erhalten geblieben. Im Chorbogen hängt eine Triumphkreuzgruppe aus dem letzten Viertel des 15. Jahrhunderts, die nach dem Vorbild einer ähnlichen Gruppe aus dem 13. Jahrhundert geschaffen wurde, die sie vermutlich ersetzte. Bei der Renovierung 1959 wurde die vorherige farbige Fassung entfernt.

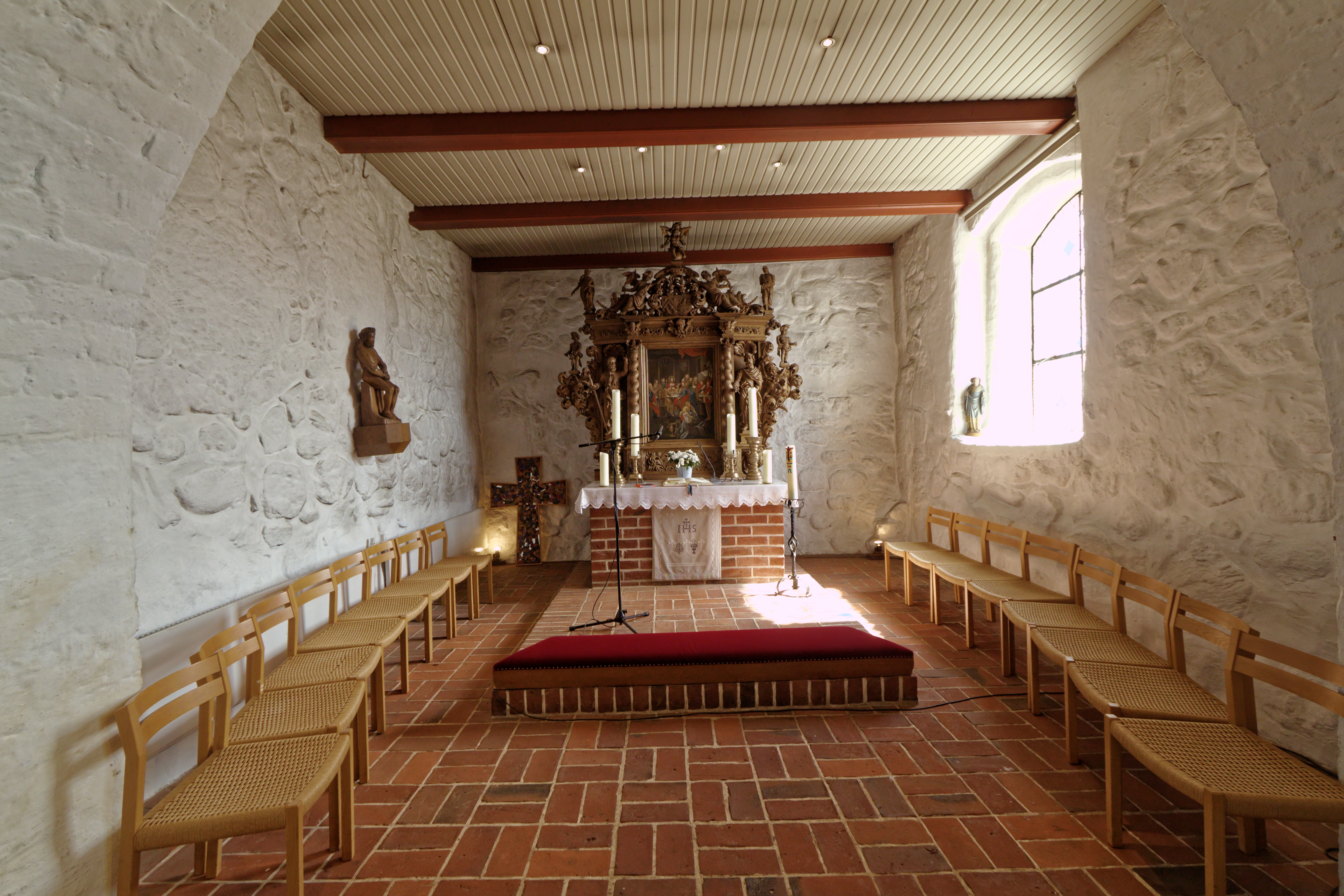
Chor mit Altar, Christus im Elend (links) und Bischofsfigur im Fenster

Zudem besitzt die Kirche mehrere weitere vorreformatorische Schnitzfiguren: Eine romanische Sitzmadonna mit strengem Ausdruck, die wohl schon seit der Mitte des 13. Jahrhunderts zur Ausstattung der Kirche gehört, sitzt heute in der Nische des zugemauerten Nordportals. Eine Krone, ein Zepter in ihrer rechten Hand und der Kopf des Christuskindes sind verlorengegangen. Weiter Beschädigungen sind deutlich zu erkennen, so etwa die Beschädigung an der Nase der Madonna. Die Finger an der rechten Hand des Kindes fehlen. Die Farbgestaltung stammt aus der Mitte des 20. Jahrhunderts. Offenbar zeigt diese eine vorgehende ältere Fassung.
Zwei weitere Figuren sind ein unbekannter heiliger Bischof lübeckischer Herkunft aus dem ersten Viertel des 15. Jahrhunderts und ein Andachtsbild Christus im Elend von etwa 1520/30. Die Figur „Christus im Elend“ hat ihren Platz an der Chornordwand. Die sitzende Figur hat eine Höhe von 70 cm und ist ohne Farbfassung. Die Standfigur des Bischofs steht heute in der Fensternische des Chores. Seine rechte Hand fehlt. Die Höhe misst 55 cm. Die seitlich fallenden lockigen Haare lassen ein Gesicht erkennen, das andächtig mit geschlossenen Augen meditiert. Eine erkennbare Farbfassung bleibt undatiert.
Die Kirchenkanzel wurde 1630 im Stil des Knorpelbarocks geschaffen. Formal folgt sie der Form der Renaissanceemporenkanzeln, wie sie etwa in der Werkstatt des Heinrich Ringerink geschaffen worden. In den Brüstungsfeldern sind Szenen aus der Heilsgeschichte dargestellt. Die sechs Relieffelder werden von Hermenpilaster flankiert, die im Dekor mit Putti-Masken und Traubengehänge verziert sind. Am oberen Abschluss zeigen sich Brustreliefs der Tugenden. Das Relieffeld der Kreuzigung weicht von diesem Dekor ab. Verschiedentlich sind Maskeronen eingearbeitet. Die Themen der Felder sind der Sündenfall, Verkündigung, Geburt, Beschneidung, Anbetung und Kreuzigung. Die erläuternden Texte sind hier nicht in niederdeutscher, sondern in hochdeutscher Sprache gehalten. Darüber befindet sich ein rechteckiger Schalldeckel.
Der Altartisch wurde in neuerer Zeit aus Backsteinen gemauert. Darauf steht ein im Stil des Akanthusbarock geschaffener Altaraufbau von 1694 aus der Werkstatt von Peter Petersen in Tondern mit einem Abendmahlsgemälde in der Mitte und flankierenden Säulen und Petrus und Paulus als Schnitzfiguren. Eine Farbfassung der Schnitzwerke ist nicht vorhanden. Das Schnitzwappen im Aufbau zeugt von der Stifterfamilie Lerchen und Gude. Die zwei auf dem Altar stehenden Leuchterpaare stammen aus dem 15. und 18. Jahrhundert.

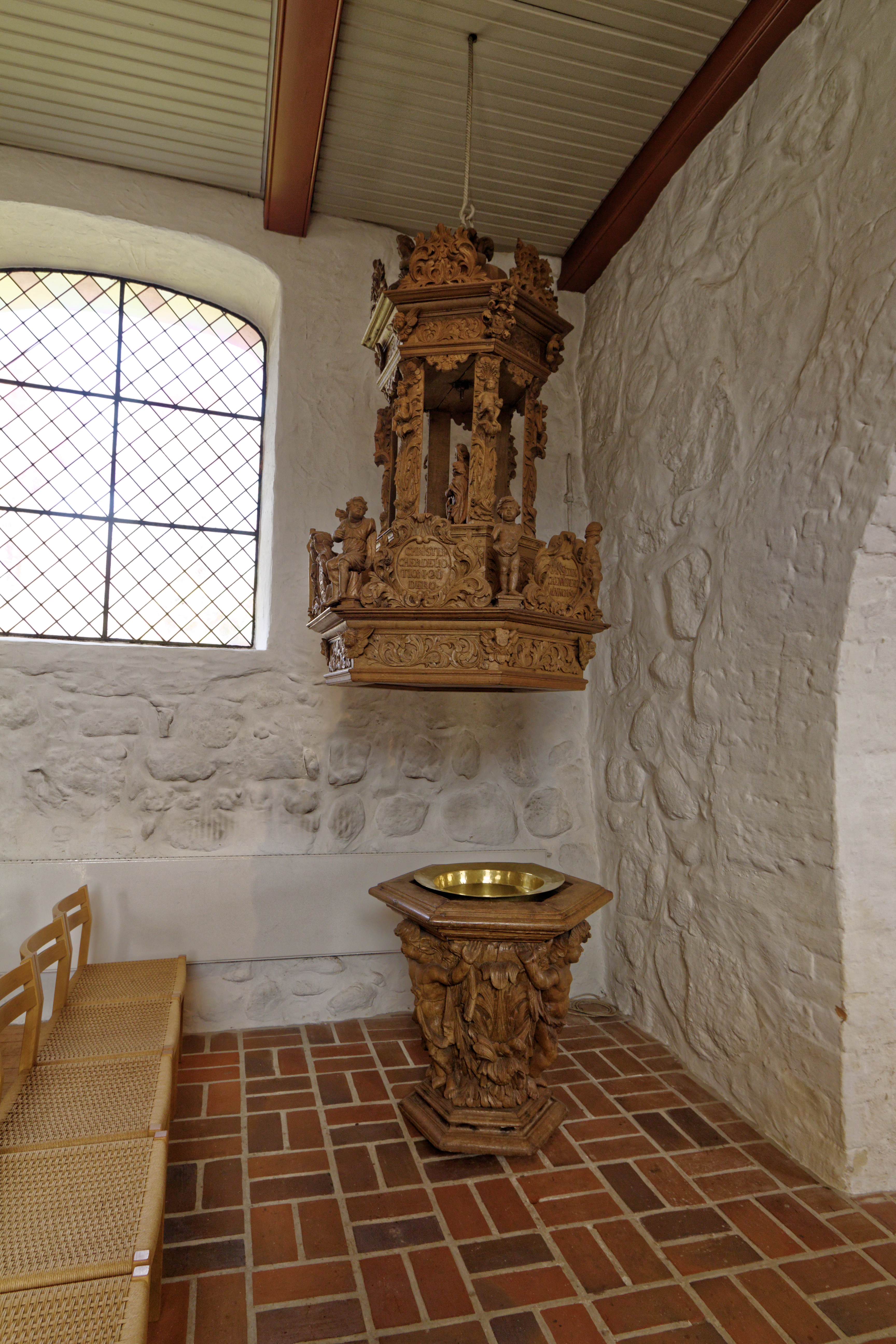
Taufbecken mit Deckel

Das barocke Taufbecken wurde ebenfalls 1694 in derselben Tonderaner Werkstatt hergestellt wie der Altar. Es zeigt keine Farbfassung, wurde jedoch mit einer Lasur behandelt. Das Taufbecken wird von drei Putti getragen. Im reichgeschnitzten Taufdeckel aus derselben Werkstatt ist die Taufe Jesu in der aufgesetzten Laterne als freiplastische Figurengruppe dargestellt. Taufbecken und Deckel sind eine Stiftung des „hochgräfl. rantzauischen Raths“ Michael Gude und seiner Ehefrau Anna. Große Ähnlichkeit besteht mit den Taufbecken in Fahretoft und Løgumkloster, die jedoch beide farblich gefasst sind.
Die Westempore ist mit Emporenmalerei ausgestattet. Auf 14 Tafeln werden die Apostel dargestellt, die den Darstellungen in Bargum ähneln. Die Figuren sind vor einem einfarbigen Hintergrund gemalt. Beschriftungen sind nicht mehr vorhanden. Einige Bilder wurden wie im benachbarten Bargum nach einer Vorlage von Jacob von Sandrart erstellt.  
Im Vorraum stehen ein Opferstock aus Eiche sowie ein alter Kirchenstuhl.
An der Nordwand befindet sich ein großformatiges Epitaph der Pastorenfamilie Jessen mit Klappflügeln von 1654. Dieses Gemälde mit zahlreichen Familienmitgliedern, zeigt im Hintergrund eine Landschaft mit der Kreuzigungsszene. Die Bildsymbolik lässt erkennen, wie das Mädchen im hellen Kleid eine Blume in ihren Händen trägt. Es ist das Symbol für eine vergangene Schönheit. Das am Fuße der Damen, auf einem Kissen eingewickelte Baby, deutet auf einen frühen Todesfall hin. Das Bild ist mit den seitlichen Tafeln nicht verbunden, sondern sie liegen nur aneinander. Auf der linken Tafel sind Namen eingetragen, während an der rechten Schrifttafel biblische Sprüche angeordnet sind.
Über dem Eingangsportal an der Südseite des Kirchenschiffes hängt ein schönes Bild aus dem 17. Jahrhundert. Es wurde nach Vorlage eines Bildes von Peter Paul Rubens gemalt. Es hat eine Größe von 65 × 139 cm und befindet sich in einem neueren schlichtem Holzrahmen. Das Thema ist die Geburt Christi. Die Szene in einem Stall wird beschienen von einem Licht, welches seitlich auf das Ereignis strahlt und einem Licht aus den Wolken mit der Figur des Himmelsvaters, welches von der rechten Seite in den Stall scheint.

## Sage vom Kirche bauenden Riesen von Großenwiehe
Eine Sage berichtet, dass die Kirche von Großenwiehe einst von einem Riesen gebaut wurde, während zeitgleich ein zweiter Riese in Medelby ebenfalls eine Kirche (die St.-Matthäus-Kirche) baute. Da sie nur einen Hammer zum Behauen der Steine besaßen, warfen sie sich den Hammer bei Bedarf gegenseitig zu. Bei einem der Würfe beschädigten sie den Turm der Wallsbüller Kirche, weshalb diese heutzutage nur einen niedrigen, gesonderten Glockenturm besitzt. – Eine andere Sage berichtet davon, dass der Großenwieher Riese einst mit dem Nachbarriesen in Handewitt im Streit war. Einmal sei der Riese von Handewitt so in Zorn geraten, dass er einen großen Stein bis nach Großenwiehe geschleudert habe, den man dort noch immer sehen könne. Sagen mit Riesen sind im Flensburger Raum nicht untypisch. In der bekannten Sage zur Entstehung der Ochseninseln, die nicht weit entfernt von Flensburg liegen, spielt beispielsweise ebenfalls ein Riese eine bedeutsame Rolle.